# Gouverneur v. Puttkamer
Die Gouverneur v. Puttkamer der Woermann-Linie (WL) war das größte Schiff der Küstendampferflotte der Linie an der westafrikanischen Küste.  Fünf der zehn Küstendampfer der WL wurden 1914 als Blockschiffe im Hafen von Duala versenkt. Die Gouverneur v. Puttkamer entkam aus Duala zur neutralen spanischen Insel Fernando Póo vor Duala.  1920 erhielt die deutsche Reederei ihr Schiff zurück und setzte es 1921 bis 1932 als Wajao erneut an der westafrikanischen Küste ein.
Im Juni 1932 nach Mauritius verkauft, ging die Wajao schon am 7. November 1933 bei den Agalega-Inseln durch Strandung verloren.

## Geschichte derGouverneur v. Puttkamer
Das Schiff mit der Baunummer 466 war 1902 zusammen mit dem Frachtschiff Marina für den westafrikanischen Küstendienst in Auftrag gegeben worden. Die Gouverneur v. Puttkamer lief am 18. September 1903 beim Bremer Vulkan vom Stapel und wurde am 31. Oktober 1903 abgeliefert.  Benannt war es nach dem amtierenden Gouverneur des Deutschen Schutzgebiets Kamerun, Jesko von Puttkamer.  Das zweimastige Schiff war 65,2 m lang, verfügte über eine Dreifach-Expansionsmaschine von 550 PS, deren Dampf mit einem Zylinderkessel erzeugt wurde und hatte eine Dienstgeschwindigkeit von 9 Knoten.  Als erstes der westafrikanischen Küstenschiffe konnte es in einem verhältnismäßig großen, mittigen Deckshaus 38 Passagiere in drei Klassen unterbringen.
Als einziges der deutschen Küstenschiffe transportierte sie auch Fahrgäste zwischen den westafrikanischen Häfen.
Die Gouverneur v. Puttkamer lag 1914 bei Kriegsausbruch in Duala, wo auch die Woermann-Dampfer Erna Woermann (5528 BRT, 1902), Max Brock (4579 BRT, 1907), Eleonore Woermann (4624 BRT, 1902, 12,5 kn), Hans Woermann (4059 BRT, 1901), Renata Amsinck (3824 BRT, 1912), Aline Woermann (3133 BRT, 1910), Henriette Woermann (2426 BRT, 1903), Anna Woermann (2335 BRT, 1893), Jeanette Woermann (2286 BRT, 1893), Paul Woermann (2238 BRT, 1898), die Westafrika-Schiffe Kamerun (5861 BRT, 1914), Lome (2583 BRT, 1888) der Hapag und die Arnfried (2899 BRT, 1911) der HBAL sowie elf der kleinen Küstenfrachter Zuflucht gesucht hatten.  Woermann-Linie und DOAL hatten wie Teile der Kolonialverwaltung die Hoffnung, dass die Kongo-Akte die deutschen Kolonien zu einem sicheren Zufluchtsort machen könnten.

### Die Kriegsereignisse
So kam es, dass nur die Eleonore Woermann von den dreizehn Seeschiffen im Haupthafen der Kolonie mit einer Höchstlast an Kohlen unter Ausnutzung der Passagierräume am 7. August Duala verließ, um deutsche Kriegsschiffe auf der anderen Seite des Atlantiks vor der südamerikanischen Küste zu unterstützen. Am 9. August begann man die Sicherung des Hafens der Kolonie mit der Versenkung der Anna Woermann als Blockschiff.  Die Marina war dann Mitte August der erste Küstendampfer, der aus Duala auslief, um anderwärts Schutz zu suchen. Sie wurde vor Accra entdeckt und gekapert. Die Sicherung Dualas wurde durch die Versenkung weiterer Blockschiffe verbessert und mit der Lome und den Küstendampfern Ado(2) und Ondo, Eggo und Ereko, Oyo und Epe bis Mitte September noch weitere Blockschiffe versenkt. Die Gouverneur v. Puttkamer und die Itolo verließen noch Duala. Während die Itolo vor Ukoko vom französischen Kanonenboot Surprise versenkt wurde, gelang der Gouverneur v. Puttkamer die Flucht aus Duala zur vorgelagerten spanischen Insel Fernando Póo, heute Bioko, wo auch schon seit Kriegsbeginn der Küstenfrachter Idumata der Hapag lag.

Als die Briten und Franzosen am 27. September mit dem Panzerkreuzer Cumberland, dem Kreuzer Challenger und weiteren leichten Einheiten und Hilfsschiffen Duala angriffen, wurde der Küstendampfer Kuka mit 600 t Kohlen noch versenkt und die Kamerun der Hapag, das größte und modernste Schiff im Hafen, auf Grund gesetzt. Neben einer Vielzahl kleiner Hilfsschiffe und einem kleinen Schwimmdock eroberten die Entente-Mächte neun unbeschädigte Frachtschiffe zwischen 2238 und 5528 BRT und die Küstenfrachter Haussa und Fullah. Auch die beiden größeren Blockschiffe und die auf Grund gesetzte Kamerun wurden gehoben und alle zwölf Schiffe unter britische Flagge eingesetzt. Zwischen 1915 und 1918 gingen neun Schiffe verloren, davon sechs durch deutsche U-Boote.

Von den drei den Krieg überlebenden Schiffen wurde das älteste, die Lome, 1923 in die Türkei verkauft und verunfallte 1943,. Die Erna Woermann wurde 1921 von der DOAL zurückgekauft und als Sultan eingesetzt. 1925 kaufte die Woermann-Linie auch die ehemalige Max Brock zurück, die dann als Waregga  wieder auf ihrer alten Linie fuhr. Beide Schiffe wurden 1932 ausgesondert und dann verschrottet.
Die in Duala erbeuteten Küstendampfer Haussa und Fullah kamen 1920 für die französische Kolonialverwaltung in Fahrt und blieben bis 1930 bzw. 1950 im Dienst.

1919 erzwangen die Franzosen von den spanischen Behörden auf Fernando Póo die Herausgabe der beiden dort liegenden deutschen Küstenschiffe Gouverneur v. Puttkamer und Idumata, obwohl sie wegen ihrer geringen Größe nicht zu den auszuliefernden Schiffen gehörten.

### Einsatz alsWajao
1920 gaben die französischen Behörden die Gouverneur v. Puttkamer an die Woermann-Linie zurück. Das Schiff wurde am 28. Januar 1921 in Wajao umbenannt und kam jetzt im Küstenverkehr mit der Basis Kapstadt zum Einsatz.
Am 30. Juni 1932 wurde die Wajao an die Reederei Rogers & Co. in Port Louis auf Mauritius verkauft.  Das im Inseldienst weiter als Wajao eingesetzte Schiff strandete am 7. November 1933 in einem schweren Sturm bei Agalega. Das Wrack liegt noch heute am Strand auf (10° 27′ 13″ S, 56° 40′ 57″ O).